# Testování zubní dřeně

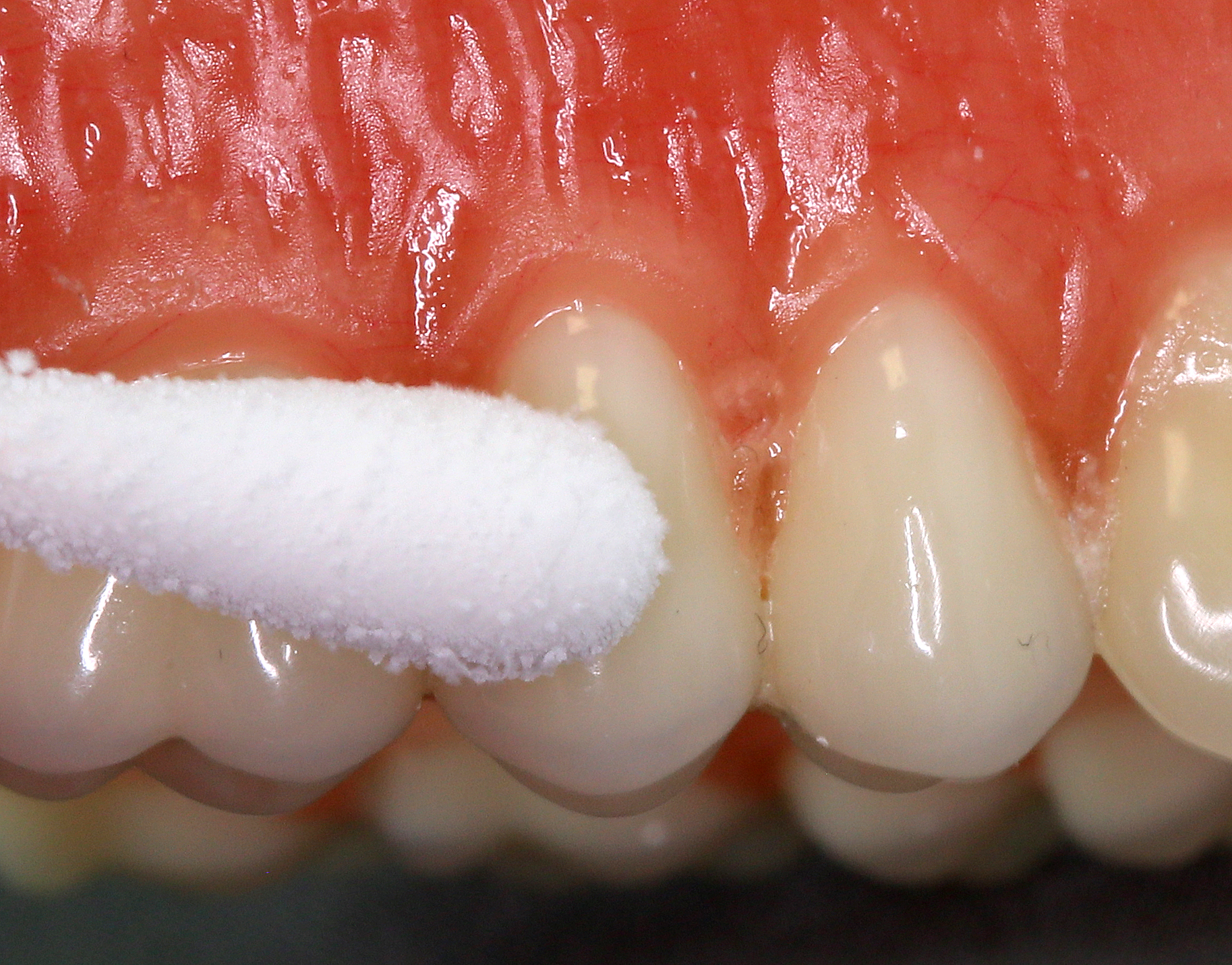
Test citlivosti zubu (chladem) s použitím chlorethanu

Testování zubní dřeně (někdy též Test vitality zubní dřeně nebo Test citlivosti zubní dřeně, anglicky Dental pulp test) je klinická a diagnostická metoda používaná ve stomatologii k posouzení zdravotního stavu zubní dřeně v pulpální komoře a kořenových kanálcích zubu. Tyto testy pomáhají zubnímu lékaři při rozhodování o vhodném léčebném postupu pro daný zub.
Existují dva hlavní typy testování zubní dřeně. První z nich je test citlivosti zubní dřeně hodnotící funkce nervového zásobení (reakce na podněty). Druhý je test vitality zubní dřeně hodnotící cévní zásobení zubu, kterým se zjišťuje přítomnost krevního oběhu.

## Testování citlivosti
Testy citlivosti hodnotí reakci zubu na zevní podnět, přičemž výsledky lze nepřímo použít k posouzení zdravotního stavu zubní dřeně. Ke stimulaci nociceptorů (receptorů bolesti) uvnitř dřeně se na testovaný zub aplikuje teplo, chlad nebo elektrický proud. Typ nervových vláken, která se při testu aktivují – a tedy i subjektivní vjem pacienta – závisí na druhu použitého podnětu. Testování citlivosti vychází z Brännströmovy hydrodynamické teorie. Ta tvrdí, že k aktivaci nociceptorů dochází v důsledku pohybu tekutiny v dentinových kanálcích jako reakce na tepelný, elektrický, mechanický nebo osmotický podnět.

### Reakce na testování citlivosti
Reakce na test citlivosti zubní dřeně mohou mít tři základní výsledky:
1. Normální reakce: Zdravá zubní dřeň reaguje na podnět krátkou, ostrou bolestí, která rychle odezní po jeho odstranění. To znamená, že nervová vlákna jsou funkční a dřeň je vitální.
2. Zvýšená nebo prodloužená reakce: Přehnaná nebo přetrvávající bolest naznačuje přítomnost zánětu zubní dřeně. Pokud bolest po odeznění podnětu ustoupí, může jít o dočasný zánět. Pokud však bolest přetrvává i po odstranění podnětu, jedná se pravděpodobně o nevratný zánět zubní dřeně.
3. Žádná reakce: Absence reakce naznačuje, že nervové zásobení zubu je narušené, například v důsledku nekrózy dřeně nebo předchozího ošetření kořenových kanálků.

### Typy testování citlivosti

#### Test citlivosti teplem nebo chladem
Testování teplem či chladem, při němž se na zub aplikuje studený nebo horký podnět, je nejčastější metodou testování citlivosti. Pro testování chladem existuje řada látek s různými teplotami tání. Běžný led (0 °C) je sice dostupný a levný, ale méně přesný než chladnější látky. Používá se například suchý led (-78 °C), avšak existují obavy z jeho možného poškození ústní sliznice, i když některé studie žádné negativní účinky na sliznici ani strukturu zubu neprokázaly. Běžněji se používají chladicí spreje, např. ethylchlorid (-12,3 °C), tetrafluorethan (-26,5 °C) nebo směs propanu, butanu a isobutanu. Test chladem stimuluje převážně nervová vlákna typu Aδ, která vyvolávají krátkou, ostrou bolest. Testy teplem využívají nahřáté nástroje, např. sondu s kulatým koncem nebo gutaperču (pryž používaná při ošetření kořenových kanálků). Používají se méně často, protože jsou považovány za méně spolehlivé než testy chladem a mohou zvýšit riziko poškození zubu nebo okolní sliznice.

#### Test elektrickým proudem

Testování zubu elektrickým proudem

Test elektrickým proudem je metoda, při níž se na zub aplikuje elektrický proud s cílem vyvolat akční potenciál v nervových vláknech typu Aδ uvnitř dřeně a tím zjistit neurologickou odpověď. Test se provádí tak, že se na osušený zub nanese vodivý prostředek (např. zubní pasta) a hrot elektrického testeru se přiloží na plochu zubu nejblíže pulpálnímu rohu. Pacient drží konec vodivého obvodu a je instruován, aby ho pustil ve chvíli, kdy ucítí mravenčení nebo brnění. Použití elektrického testu se tradičně nedoporučovalo u pacientů s kardiostimulátorem, i když moderní výzkumy nepotvrdily negativní vliv u lidí, zejména při použití novějších přístrojů. Opatrnost je nutná i u zubů sousedících s kovovými výplněmi, které mohou vést proud a způsobit falešně negativní výsledek testu.

#### Test lokální anestezií
Test lokální anestezií se používá tehdy, když jsou výsledky běžného testování dřeně neprůkazné a pacient nedokáže přesně určit původ bolesti či její lokalizaci. Nejprve se injekčně znecitliví nejzadnější zub v oblasti, kde se bolest projevuje – buď infiltračně, nebo intraligamentárně. Pokud bolest přetrvává, pokračuje se směrem dopředu (k mezičelistní linii) a znecitlivují se jednotlivé zuby jeden po druhém, dokud bolest neustane. Pokud se bolest lokalizovat nepodaří, provede se stejný postup na opačné čelisti. Není-li stále jasné, zda bolest pochází z horní nebo dolní čelisti, aplikuje se svodná anestezie n. alveolaris inferior. Pokud bolest poté ustane, znamená to, že její zdroj je v dolní čelisti.

#### Testování vrtáním
Testování vrtáním se používá výhradně jako krajní řešení, pokud všechny ostatní metody neposkytly jednoznačný výsledek. Bez použití anestezie se vysokootáčkovým vrtákem navrtává sklovina (nebo výplň) až do dentinu. Během vrtání se lékař pacienta opakovaně dotazuje, zda cítí bolest. Pokud ano, znamená to, že dřeň je živá, a vrtání se ihned přeruší. Poté se defekt uzavře výplní. U částečně nekrotické dřeně bývá odpověď utlumená nebo chybí úplně, a proto je třeba pronikat hlouběji do dentinu a sledovat případnou reakci, která obvykle nenastává. Kvůli invazivitě, stresu pro pacienta a nedostatku spolehlivých důkazů o účinnosti se tato metoda v běžné praxi téměř nepoužívá.

## Testování vitality zubní dřeně
Testy vitality zubní dřeně hodnotí cévní zásobení zubu, které je považováno za nejranější ukazatel zdravotního stavu zubní dřeně. Tyto metody však mají svá omezení a vyžadují přesné dodržení správných postupů.

### Laserová Dopplerova flowmetrie
Přímo měří průtok krve v zubní dřeni pomocí laserového paprsku, který sleduje cestu dentinových kanálků do dřeně. Signál vzniká zpětným odrazem světla od pohybujících se krevních buněk, který má odlišnou frekvenci od statických okolních tkání. Výsledkem je měření v „perfuzních jednotkách“ (PU), jež odráží koncentraci a rychlost průtoku krve. Výsledky mohou být ovlivněny krevním průtokem v okolních tkáních, proto musí být zub při testu pečlivě izolován.

### Pulzní oxymetrie
Využívá rozdílného pohlcování červeného a infračerveného světla okysličenými a neokysličenými červenými krvinkami k určení úrovně nasycení kyslíkem. Spolu s laserovou dopplerovou flowmetrií nemusí tyto testy vždy přesně odrážet skutečný zdravotní stav dřeně, zvlášť pokud je dřeň nemocná, ale krevní zásobení stále funguje. Studie ze Slovinska na 26 zdravých stálých premolárech extrahovaných z ortodontických důvodů potvrdila korelaci mezi klinickými testy a histologickým stavem dřeně. Vyšší hustota cév v dřeni souvisela s vyššími hodnotami okysličení měřeného pulzní oxymetrií, což potvrzuje její spolehlivost při posuzování vitality. Dále bylo zjištěno, že zuby s uzavřenými hroty kořenů mají vyšší hustotu nervových vláken v horní části dřeně, což znamená nižší práh pro elektrickou stimulaci a individuální variabilitu citlivosti.

### Spektrofotometrie s dvojitou vlnovou délkou
Tato metoda využívá dvě vlnové délky světla k určení obsahu uvnitř pulpální komory.

## Omezení
Testování zubní dřeně má svá omezení a výsledky by měl vyhodnocovat zkušený zubař s ohledem na klinické příznaky i rentgenové snímky. Testy citlivosti pouze ukazují přítomnost nebo absenci nervového zásobení konkrétního zubu, ale neumožňují určit stupeň zánětu ani přesnou funkčnost nervů.
Je možné narazit na falešně pozitivní nebo falešně negativní výsledky. Falešně pozitivní reakce znamená, že pacient reaguje na podnět, i když v testovaném zubu není nervová tkáň. Důvodem může být špatná izolace zubu (nervy sousedních zubů se aktivují), úzkost pacienta, nebo zuby s více kořeny, kde zůstala část dřeně. Falešně negativní výsledek nastává, když živý zub nereaguje, například po nedávném traumatu, při nedokončeném vývoji kořenů nebo u kalcifikace zubní dřeně.
Testy citlivosti jsou považovány za méně spolehlivé než testy vitality, protože neprokazují přítomnost krevního zásobení a skutečnou životaschopnost zubu. Přesto elektrické testy a testy chladem vykazují vysokou přesnost, zvlášť pokud se používají společně. Test chladem je navíc přesnější než elektrický u mladých nebo poraněných zubů.